# Kirlia
Kirlia (japanski: キルリア Kiruria) jedan je od 1025 fiktivnih vrsta Pokémona iz medijske franšize Pokémon, skupa Pokémon videoigara, animiranih serija, manga stripova, knjiga, igraćih karata i drugih medija kojima je tvorac Satoshi Tajiri. Svrha je Kirlie u videoigrama, animiranoj seriji i manga stripovima, kao i svrha ostalih Pokémona, borba s divljim Pokémonima – neukroćenim stvorenjima koje igrači i likovi pronalaze dok kreću na razne avanture – i pripitomljenim Pokémonima drugih Pokémon trenera.
Kirlia je Psihički/Vilinski Pokémon (čisto Psihički Pokémon prije 6. generacije) humanoidnog izgleda, uveden u trećoj generaciji Pokémon franšize. U Nacionalnom Pokédexu zauzima 281. mjesto.

Kirlia je ime dobila prema ruskom znanstveniku Semjonu Davidoviču Kirlianu, koji se bavio istraživanjem ljudskih psihičkih sposobnosti i ostalih nadnaravnih fenomena. Drugi, manje vjerojatan izvor nastanka njenog imena jest kombinacija engleskih riječi "kinesis" = kineza, odnoseći se na Kirlijinu sposobnost telekineze, i "girl" = djevojka, odnoseći se na njen izgled djevojčice.

## Biološke karakteristike
Kirlia nalikuje baletnoj plesačici/plesaču; čitavo vrijeme provodi na vršcima svojih nožnih prstiju, te u igrama Pokémon Colosseum i XD: Gale of Darkness, izvodi nekoliko baletnih pokreta tijekom korištenja raznih tehnika. Iste pokrete izvodi neposredno prije onesvješćivanja. Iako Kirlia može biti i muškoga roda, sve Kirlie imaju bijelu lepršavu kožu koja se na kraju otvara i nalikuje suknji. Ispod bijele kože nalazi se tanka, zelena, nježna koža koja prekriva vitke nožice. Kirlia ima dvije spljoštene polukružne izrasline na obje strane njene glave. Ove izrasline pojačivači su njenih već dovoljno snažnih psihičkih moći. Ima zelenu kosu s dijelovima nalik kečkama s obje strane glave. Njene oči su crvene i velike. Kirlia je prilično malena i lagana, što objašnjava njenu sposobnost da čitavu svoju težinu uspijeva osloniti na vrške prstiju. Također je moguće da to uspjeva uz pomoć svojih psihičkih sposobnosti kako ne bi osjetila silu težu, kao što to čine Gardevoir i Alakazam.
Kirlijin je mozak veoma razvijen. Koristi psihokinetičke moći, čiju snagu može pojačati pomoću svojih rogova, te može učiniti protivnike bespomoćnima koristeći Psihičku (Psychic). Dok Kirlia koristi svoje moći, zrak koji ju okružuje postaje narušen i izvrnut, stvarajući čuda nepostojećih krajobraza. Navedenim načinom Kirlia može zbuniti ili omamiti protivnika. Na Kirlijino ponašanje i izgled uvelike utječe raspoloženje njenog trenera. Ako je trener radostan i bezbrižan, Kirlia će također biti sretna, i izvodit će razne plesne okretaje i pokrete. Što je trener sretniji, Kirlia postaje snažnija i ljepša. Bezosjećajan i grub trener izazvat će negativan utjecaj na Kirliju, što će rezultirati oslabljenom i žalosnom Kirlijom, čije će se moći uvelike smanjiti.
Kirlia nije poznata samo po svojim moćnim psihičkim sposobnostima, već i po svojoj ljepoti i gracioznosti. Zbog njenog izgleda nalik baletnoj plesačici, prikazana je u mnogim Pokémon filmovima kao princeza u nevolji. Ljepotu dijele oba spola ove vrste Pokémona, iako nema pouzdanog načina kojim se mužjak Kirlie može razlikovati od ženke. Jedini je način razvijanje u Galladea, što je omogućeno samo mužjacima.

## U videoigrama
Kirlia se pojavila u svim Pokémon igrama treće generacije. Nije ju moguće pronaći u divljini, no može ju se razviti iz Raltsa na 20. razini u igrama Pokémon Ruby, Sapphire i Emerald, kao i igri Pokémon XD: Gale of Darkness. U igrama Pokémon FireRed i LeafGreen, te Pokémon Colosseum, igrač može dobiti Kirliju kroz razmjenu s drugim igračem.
Kirlia ima prilično niske statistike, uključujući nizak HP, Attack i Defense status. Njena je Speed statistika osrednja. Ipak, njene su Special Attack i Special Defense statistike prilično visoke. 
U igrama Pokémon Diamond i Pearl, Kirlia dobiva razgranat evoucijski lanac. Može se razviti u Gardevoira (što je njen originalni način evolucije, uveden u trećoj generaciji) ili Galladea, Psihičkog/Borbenog Pokémona dostupnog od četvrte generacije. Gallade može biti samo mužjak; ženka Kirlije ne može upotrijebiti Kamen zore (Dawn Stone) kako bi evoluirala u Galladea.

## U animiranoj seriji
Kirlia se prvi puta pojavila u filmu Jirachi: Wishmaker, pod vlasništvom Butlera. Imala je manju ulogu u epizodi "Lights, Camerupt, Action!". Jedna se također pojavila u epizodi "Do I Hear A Ralts?", u kojem je kćer Gardevoira i Raltsova starija sestra. Još se jedna Kirlia pojavila u epizodi "Fear Factory Phony". U ovoj epizodi, Wobbuffet Tima Raketa zaljubljuje se u spomenutu Kirliu, te je osjećaj uzajaman.